# Geophagus
Geophagus ist eine Buntbarschgattung aus dem nördlichen und mittleren Südamerika. Die Fische kommen vor allem in fließenden Gewässern vor. Ihr Name setzt sich aus dem griechischen „geos“ (= Erde) und „phagein“ (= fressen) zusammen, bedeutet also Erdfresser und nimmt Bezug auf die Art der Nahrungsaufnahme der Fische, die für gewöhnlich Sand oder Schlamm vom Bodengrund aufnehmen, die essbaren Bestandteile mit Hilfe der Kiemenreuse ausfiltern und die ungenießbaren Teile durch die Kiemenspalten wieder ausstoßen.

## Merkmale
Geophagus-Arten sind kleine bis mittelgroße Buntbarsche und werden 8 bis maximal 27 Zentimeter lang. Der Körper ist mäßig gestreckt, hochrückig und seitlich abgeflacht, der Kopf mehr oder weniger zugespitzt mit einer steil ansteigenden Stirnlinie. Der Schwanzstiel ist niedrig, die Schwanzflosse stark beschuppt. Ein Schwanzwurzelfleck fehlt. Die Körperseiten zeigen bei den verschiedenen Arten einen mehr oder weniger ausgeprägten Seitenfleck. Männchen sind im Alter meist etwas größer als die Weibchen und entwickeln deutlich verlängerte Bauchflossen. Zu den diagnostischen Merkmalen der Gattung gehört die Morphologie der Wirbel, das Vorhandensein von Epipleuralrippen auf den Schwanzwirbeln, die mit Auswüchsen der Schwimmblase verbunden sind und eine höhere Anzahl von Schwanzwirbeln gegenüber den Rumpfwirbeln. Diese Merkmale findet man nur bei Geophagus im engen Sinne, nicht bei der „Geophagus“ brasiliensis-Artengruppe oder der „Geophagus“ crassilabris-Artengruppe.

## Fortpflanzung
Geophagus-Arten zeigen eine Vielfalt von Fortpflanzungsmethoden. Die meisten Arten sind Maulbrüter, einige (Geophagus abalios, G. altifrons, G. neambi, G. parnaibae und G. proximus) sind ovophile Maulbrüter, d. h., sie nehmen nur die Eier ins Maul, andere, die larvophilen Maulbrüter, nehmen auch die Fischlarven ins Maul. Geophagus argyrostictus, G. taeniopareius und die Vertreter der „Geophagus“-brasiliensis-Artengruppe sind dagegen Offenbrüter.

## Systematik

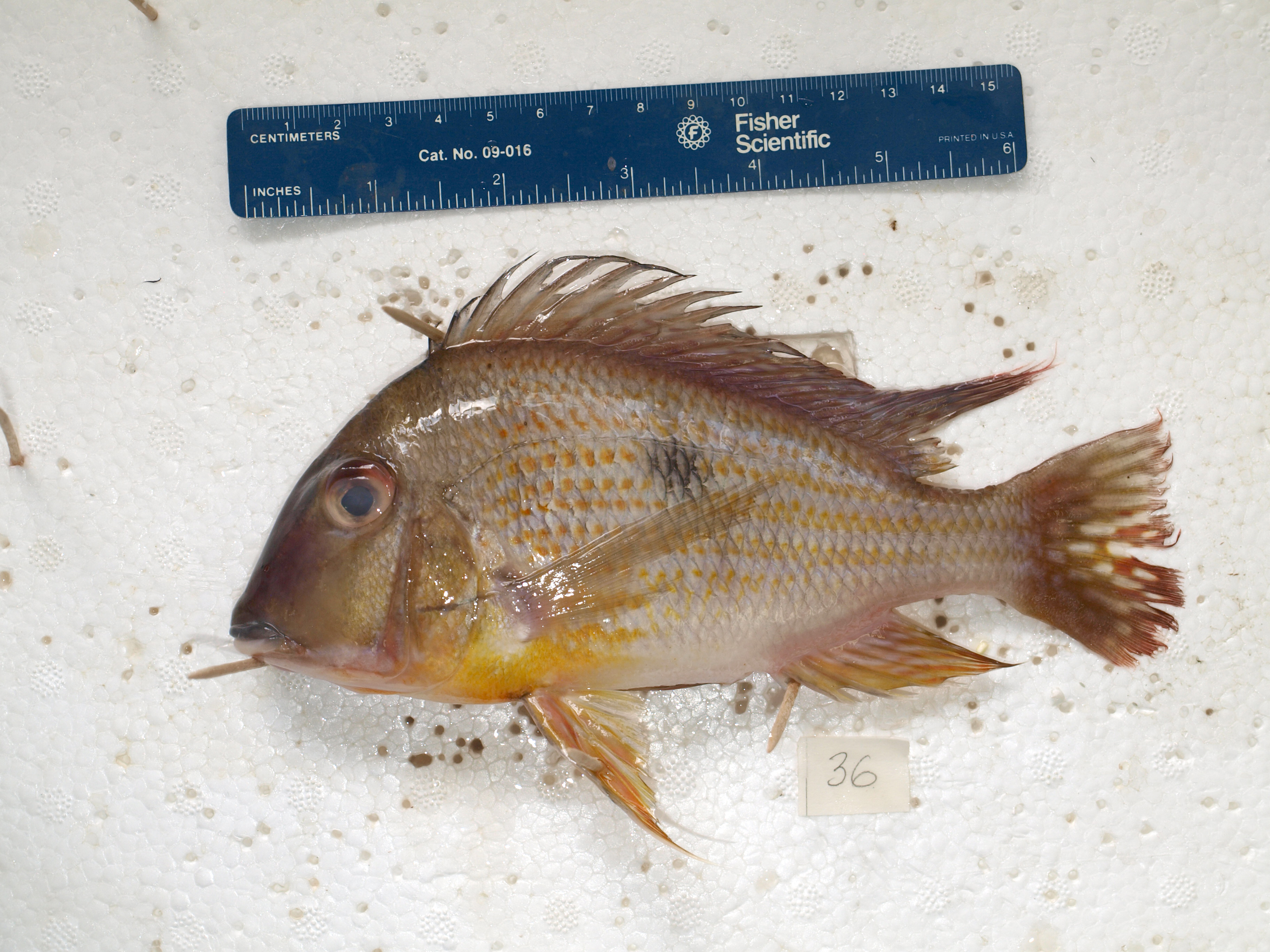
Geophagus neambi

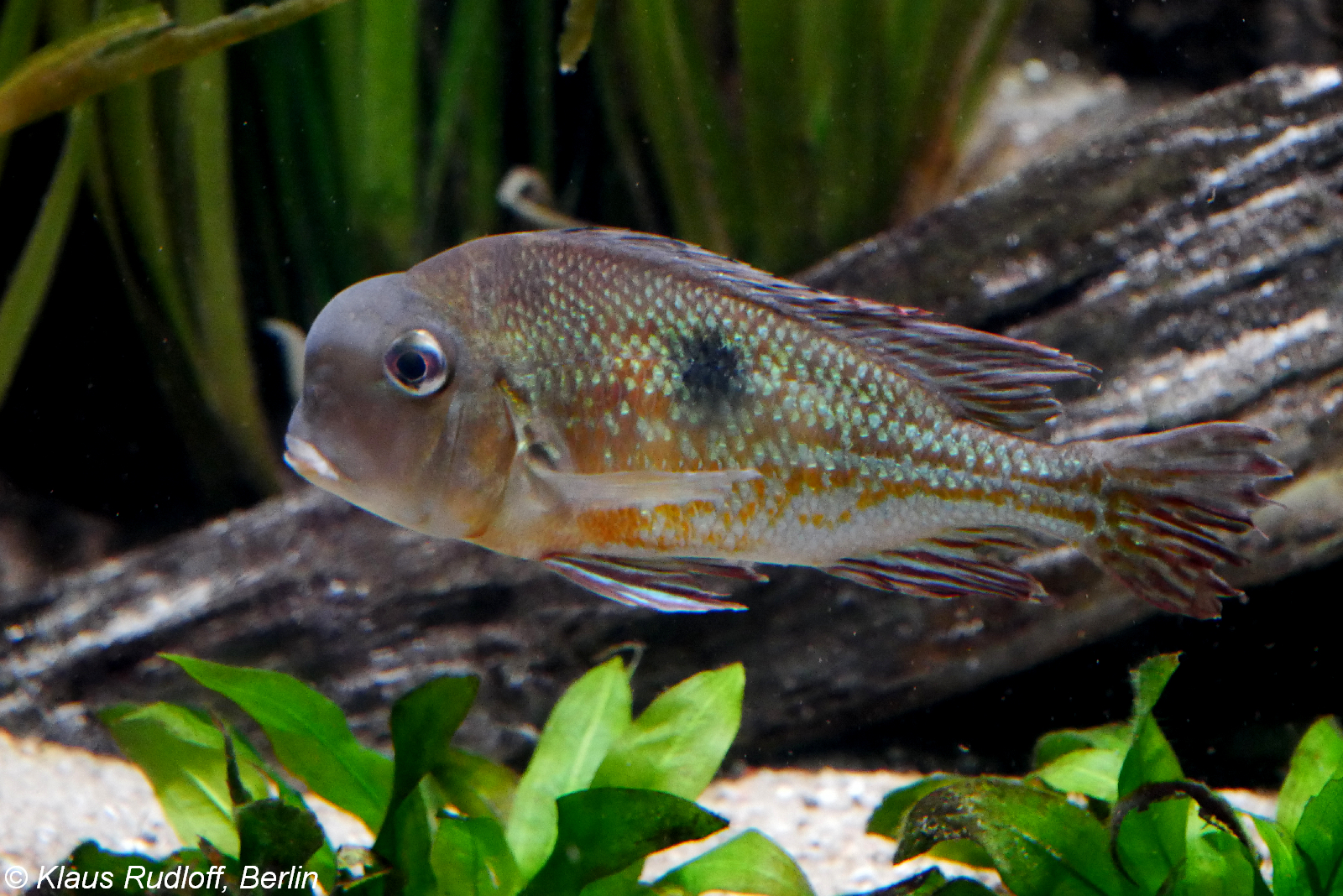
Geophagus proximus

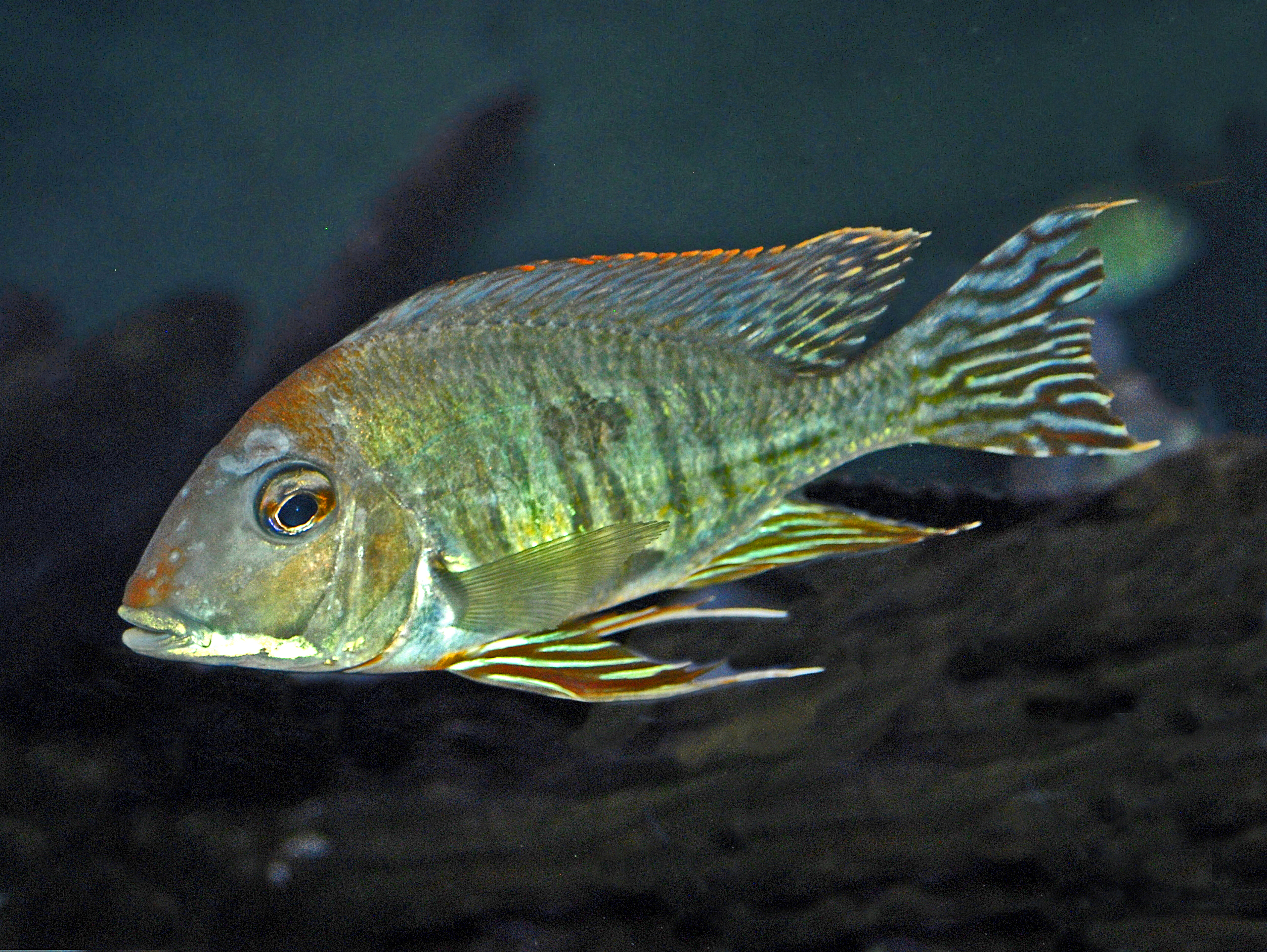
Geophagus pyrocephalus

Die Gattung Geophagus wurde 1840 durch den österreichischen Zoologen und Ichthyologen Johann Jakob Heckel beschrieben. Bei einer Revision der Gattung durch den schwedischen Ichthyologen Sven O. Kullander wurde ein Teil der ursprünglich Geophagus zugeordneten Arten aus der Gattung ausgegliedert, zum Teil in die Gattung Satanoperca gestellt, zum Teil aber keiner neuen Gattung zugeordnet. Bei diesen Arten, z. B. der Brasil-Perlmuttbarsch und anderen ostbrasilianischen und westandinen Buntbarscharten, wird die Gattungsbezeichnung „Geophagus“ in Anführungsstrichen weiter verwendet. Schwestergattung von Geophagus ist Gymnogeophagus. Zusammen mit dieser Gattung bildet Geophagus den Untertribus Geophagina innerhalb der Tribus Geophagini.

## Arten
Die Datenbank FishBase listet gegenwärtig 31 Arten. Daneben gibt es einige bisher noch unbeschriebene Arten.
Geophagus sensu stricto
- Geophagus abalios López-Fernández & Taphorn, 2004
- Geophagus altifrons Heckel, 1840
- Geophagus argyrostictus Kullander, 1991
- Geophagus brachybranchus Kullander & Nijssen, 1989
- Geophagus brokopondo Kullander & Nijssen, 1989
- Geophagus camopiensis Pellegrin, 1903
- Geophagus crocatus Hauser & López-Fernández, 2013
- Geophagus dicrozoster López-Fernández & Taphorn, 2004
- Geophagus gottwaldi Schindler & Staeck, 2006
- Geophagus grammepareius Kullander & Taphorn, 1992
- Geophagus harreri Gosse, 1976
- Geophagus megasema Heckel, 1840
- Geophagus mirabilis Deprá et al., 2014
- Geophagus neambi Lucinda, Lucena & Assis, 2010
- Geophagus parnaibae Staeck & Schindler, 2006
- Geophagus proximus (Castelnau, 1855)
- Geophagus pyrineusi Deprá et al., 2022[7]
- Geophagus pyrocephalus Chuctaya, Nitschke, Andrade, Wingert, Malabarba, 2022[8]
- Geophagus surinamensis (Bloch, 1791)
- Geophagus sveni Lucinda, Lucena & Assis, 2010
- Geophagus taeniopareius Kullander & Royero, 1992
- Geophagus winemilleri López-Fernández & Taphorn, 2004

„Geophagus“ brasiliensis-Artengruppe Küstenflüsse des östlichen und südöstlichen Brasilien, Uruguay und nordöstliches Argentinien.

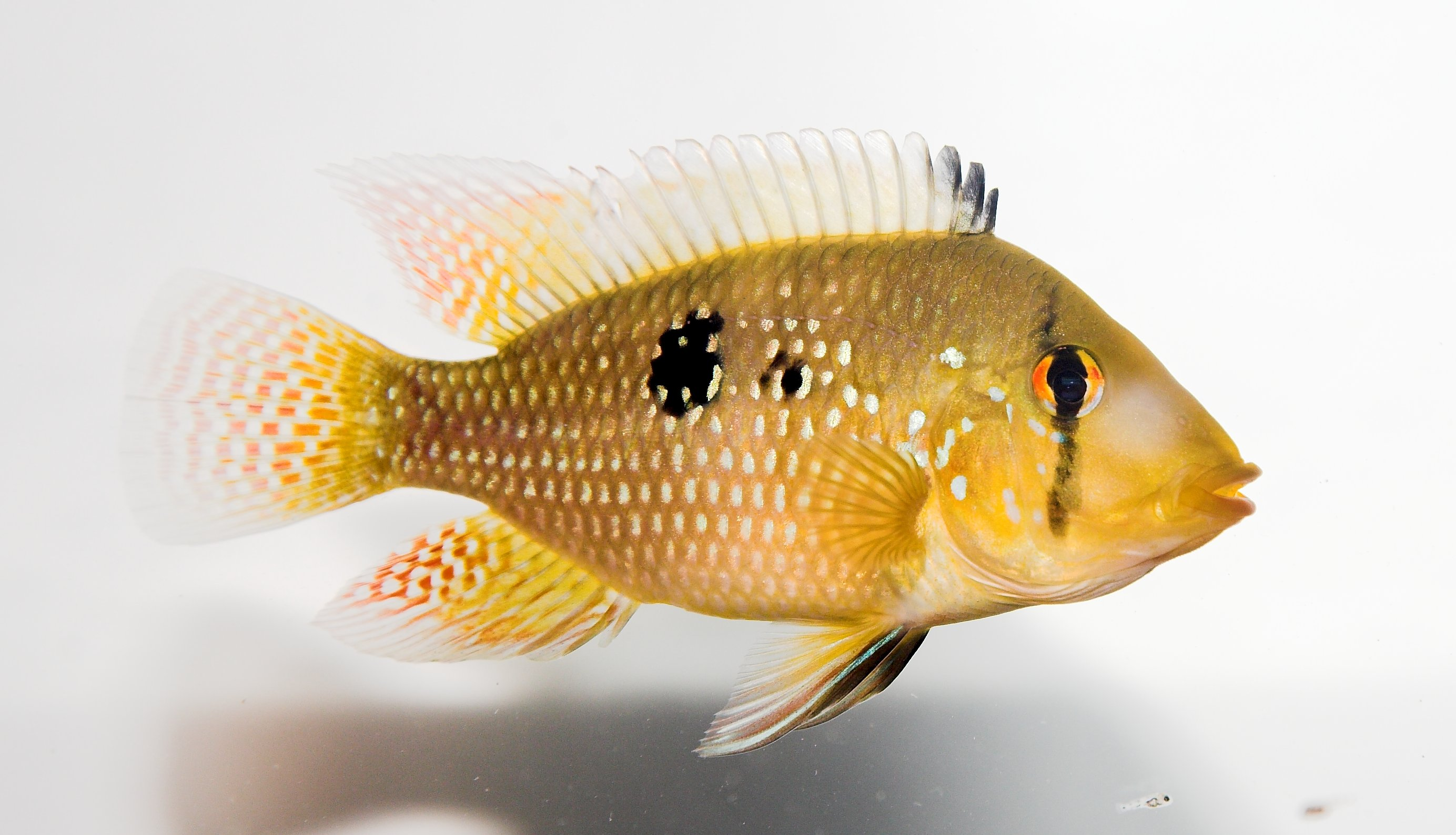
„Geophagus“ brasiliensis

- Brasil-Perlmutt-Buntbarsch (Geophagus brasiliensis Quoy & Gaimard, 1824)
- „Geophagus“ diamantinensis Mattos et al., 2015
- „Geophagus“ iporangensis Haseman, 1911
- „Geophagus“ itapicuruensis Haseman, 1911
- „Geophagus“ multiocellus Mattos & Costa., 2018
- „Geophagus“ obscurus (Castelnau, 1855)
- „Geophagus“ rufomarginatus Mattos & Costa., 2018

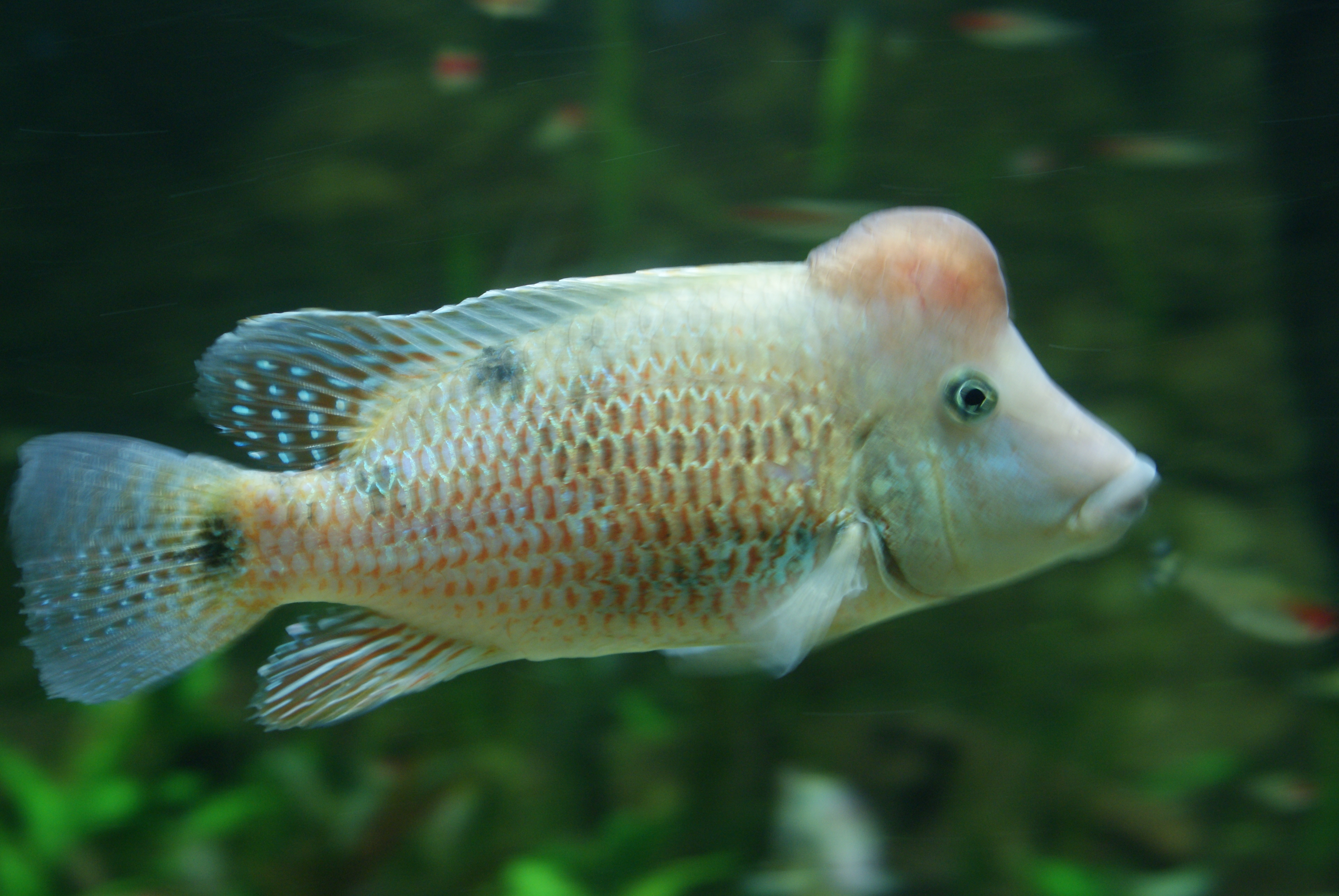
„Geophagus“ steindachneri

- „Geophagus“ santosi Mattos & Costa., 2018„Geophagus“ steindachneri
- „Geophagus“ sp. Doce
- „Geophagus“ sp. Upper Contas

„Geophagus“ steindachneri-Artengruppe, Panama, Kolumbien und Venezuela westlich der Anden, Männchen mit Stirnbuckel im Alter.
- „Geophagus“ crassilabris Steindachner, 1876
- „Geophagus“ pellegrini Regan, 1912
- Rothauben-Erdfresser (Geophagus steindachneri Eigenmann & Hildebrand, 1910)